# Recherche par interpolation
Pour les articles homonymes, voir Interpolation.
La recherche par interpolation est un algorithme de recherche pour trouver la position d'un élément dans un tableau trié. 

## Principe
Le principe est similaire à celui de la recherche dichotomique : il s'agit de comparer un élément du tableau avec la valeur recherchée, puis de rechercher récursivement dans la portion du tableau pertinente. La différence est sur le choix de la valeur du tableau choisi. Dans une recherche dichotomique c'est la médiane qui est utilisée. Ce choix n'est pas optimal si l'on sait que les valeurs sont « bien reparties », par exemple pour rechercher le mot «banane» dans un dictionnaire, il est plus pertinent de chercher au début du dictionnaire. Ainsi dans la recherche par interpolation, c'est la position qui correspond à la place de l'élément cherché, si les données étaient régulièrement espacées entre le minimum et le maximum du (sous-)tableau, qui est étudiée.

## Complexité
Si les valeurs du tableau sont tirées selon la loi uniforme, alors la recherche a une complexité en temps en moyenne de {\displaystyle \log \log n},.

## Histoire
L'algorithme a été présenté par W Wesley Peterson, dans un article de 1957.